# 聖胡安德阿拉馬
聖胡安德阿拉馬是哥倫比亞的城鎮，位於該國中部，由梅塔省負責管轄，距離首府比亞維森西奧119公里，始建於1537年1月19日，面積1,163平方公里，海拔高度408米，2005年人口7,020。
3°21′N 73°53′W / 3.350°N 73.883°W